# David I.
David I. Sveti (škot. Dàibhidh mac Mhaoil Chaluim) (?, oko 1082. – Carlisle, Cumberland, 24. svibnja 1153.), škotski kralj od 1124. do smrti 1153. godine. Jedan je od najmoćnijih škotskih kraljeva.
Bio je najmlađi sin škotskog kralja Malcolma III. († 1093.) i izravni nasljednik brata Aleksandra I. († 1124.). Od 1113. upravljao je Cumbrijom kao princ Cumbrijanaca.
Poslije bratove smrti, preuzeo je škotsko prijestolje, uz pomoć engleskog kralja Henrika I. Pomažući Matildu, kćer Henrika I., u borbi za englesku krunu, poražen je 1138. godine u bitci kraj Northallertona (nazvanoj Battle of the Standard), no to nije spriječilo širenje škotske vlasti na sjeveru Engleske.
Dopustio je ulazak normanske aristokracije u Škotsku, što je imalo značaj za kasniju škotsku povijest. Proveo feudalne i upravne reforme u zemlji, osnivao trgovišta, samostane i utvrđenja.

## Vanjske poveznice
- David I. Hrvatska enciklopedija
- David I., Kralj Škotske Britannica (engl.)

| Prethodnik:                   | Škotski kralj (1124. - 1153.) | Nasljednik:                 |
| Aleksandar I. (1107. – 1124.) | Škotski kralj (1124. - 1153.) | Malcolm IV. (1153. – 1165.) |